# يوجين فوس
يوجين فوس هو سياسي أمريكي، ولد في 24 سبتمبر 1858 في سانت ألبانز في الولايات المتحدة، وتوفي في 13 سبتمبر 1939 في Jamaica Plain ‏ في الولايات المتحدة. نشط حزبياً في الحزب الجمهوري والحزب الديمقراطي. وقد انتخب حاكم ماساتشوستس ‏ (5 يناير 1911 – 8 يناير 1914) وانتخب عضو مجلس النواب الأمريكي ‏.